# 柏矢倉千佳
柏矢倉 千佳（かしやぐら ちか、12月9日 - ）は、日本のミュージシャン（トランペット奏者）。栃木県宇都宮市出身。血液型はB型。

## 来歴・人物
作新学院高等学校、武蔵野音楽大学出身。
4歳からピアノ、11歳からトランペットを始め、小中高と吹奏楽部に所属し、作新学院高等学校では全国大会に出場する。
ブラスト2を観てトランペット奏者アダム・ラッパの華やかなパフォーマンスに憧れ、マーチングや振り付けのある演奏に力を入れ、武蔵野音楽大学在学中より、踊る女性ブラスバンド「THE RED CATS」のメンバーとして活動を始める。
その他に東京スカイツリー天空ナイトショー「WIPE UP!」(2016年)、銀座KENTO'S「BLESS of G.K.」、ビッグバンド、アーティストサポート、レコーディングなど多方面で活動中。
また、読売ジャイアンツ主催のイベントやNHK紅白歌合戦などの歌番組、アーティストPV、TV、CMなどに出演する。
ヤマハ大人の音楽レッスン講師。
大井競馬場での出走前ファンファーレを演奏する東京ブラススタイルから選抜された、東京トゥインクルファンファーレのメンバーではないが、ピンチヒッターを務めることがある。